# Сборная Перу по футболу
Сборная Перу по футболу (исп. Selección de fútbol del Perú) — представляет Перу на международных соревнованиях по футболу c 1927 года. Команда контролируется Перуанской футбольной федерацией (ФПФ), входящей в КОНМЕБОЛ и ФИФА. Успешные периоды сборной приходятся на 1930-е и 1970-е года. С августа 2022 года сборной руководит местный специалист Хуан Рейносо. Домашние матчи сборная проводит на Национальном стадионе в Лиме.
Сборная Перу дважды выигрывала Чемпионат Южной Америки (1939 и 1975), пять раз принимала участие в финальных стадиях чемпионатов мира (1930, 1970, 1978, 1982 и 2018) и дважды играла на Олимпийских играх (1936 и 1960). Имеет давнее соперничество с Чили и Эквадором. Команда хорошо известна белой майкой, на которой по диагонали расположена красная полоса. Белый и красный — цвета национального флага, отсюда и прозвище сборной La blanquirroja (бело-красные).
Перу приняла участие в инаугурации чемпионата мира в 1930 году и Боливарианских игр в 1938 году. Сборная одержала победу на пятнадцатом чемпионате Америки. В то время играли такие известные игроки, как Хуан Вальдивьесо, Теодоро Фернандес и Карлос Алехандро Вильянуэва. Также успешным периодом у «бело-красных» были 1970-е. Тогда они трижды получили право сыграть на мундиале и в 1975 году выиграли Кубок Америки. В этот период играла знаменитая тройка: Уго Сотиль, Теофило Кубильяс и Эктор Чумпитас.
После чемпионата мира 1982 года Перу ни разу не квалифицировалась в финальную стадию «мундиаля» до 2018 года. На время проведения расследования по подозрению перуанского правительства в коррупции ФИФА временно отстранила сборную от участия в международных матчах в конце 2008 года. Даже после того как сборная заняла третье место на Кубке Америки 2011, она не смогла выйти в финальную стадию чемпионата мира 2014 в Бразилии.
По состоянию на 20 июля 2023 года в рейтинге ФИФА сборная занимает 21-е место.

## История
Футбол в Перу в 19 веке привезли британские иммигранты и перуанцы, которые вернулись из Англии. В 1859 году британцы основали в столице крикетный клуб, в который входил крикет, регби и футбол. Эти виды спорта стали популярными среди высшего класса перуанцев в течение следующих десятилетий. Их развитие в Перу было приостановлено с 1879 по 1883 года, из-за Второй тихоокеанской войны с Чили. Этот вид спорта стал популярной повседневной деятельностью в Лиме и других прибрежных регионах. В соседнем порту Кальяо и других коммерческих районах британские рабочие и моряки часто играли между собой и местными жителями. Соперничества между местными жителями и иностранцами проходили в Кальяо, а элиты с рабочими — в Лиме. Со временем, когда иностранцы покинули Перу, это превратилось в соперничество Кальяо и Лимы. Эти факторы, в сочетание с быстрым развитием этого вида спорта среди бедного населения района Ла-Виктория (Лима) (тут же в 1901 году был основан клуб «Альянса Лима»), привело к тому, что в Перу развивался, по словам историка Андреаса Кампомара, «самый элегантный и изысканный футбол на континенте» и самая сильная рильфутбольная команда в регионе Анд.
В 1912 году была создана Перуанская футбольная лига, которая проходила каждый год, и в 1921 году распалась из-за споров между членами клубов. В следующем году была создана Федерация перуанского футбола (ФПФ), а в 1926 году был возобновлён национальный чемпионат. В 1925 году Перу присоединилась в Южноамериканскую конфедерацию футбола (КОНМЕБОЛ). Сама сборная была сформирована только в 1927 году из-за финансовых проблем. На Чемпионате Южной Америки сборная дебютировала в 1927 году, где и провела свой самый первый матч: против сборной Уругвая (0-4). Второй матч завершился победой над Боливией со счётом 3-2.
Перу принял участие на первом чемпионате мира по футболу. 1930-е годы — первый золотой период перуанского футбола. В 1926 году был основан второй клуб в Перу. Во время успешных выступлений национальных клубов выделялось пару Перуанских игроков. Эту группу игроков назвали Rodillo Negro. Туда ходила известная тройка игроков: Хуан Вальдивьесо, Теодоро Фернандес и Карлос Алехандро Вильянуэва. Спортивный историк Ричард Вициг сказал, что это самая мощная была тройка игроков в во всём мире, потому что в ней сочетались инновация и эффективность.
Перу и Rodillo Negro успешно выступили на летних Олимпийских играх 1936 года, выиграли первые Боливарианских игр в 1938 году и чемпионат Южной Америки в 1939 году. Последующие годы оказались менее успешными для сборной. По словам историка Дэвида Гольдблата, «несмотря на все очевидные предпосылки для роста футбола, перуанский футбол исчез». Он приписывает это внезапное снижение репрессиями перуанских властей в 1940-х и 1950-х годах. В 1957 году Перу немного не хватило для того, чтобы выйти в финальную стадию чемпионата мира 1958 года в Швеции.
Серия успешных результатов в конце 1960-х годов и кульминационный выход в финальную стадию чемпионата мира 1970 года в Мексике — начало второго золотого периода для перуанского футбола. Главным фактором выхода на мексиканский мундиаль сборной считали связку нападающих Уго Сотиль и Теофило Кубильяс. На чемпионате мира сборная дошла до четвертьфинала, где проиграла будущим чемпионам — Бразилии со счётом 2-4. Сборная получила Премию честной игры. Через пять лет Перу стала двукратным обладателем Кубка Америки (как раз в этом году кубок и переименовали из Чемпионата Южной Америки в Кубок Америки). После чего сборная дважды успешно квалифицировалась в финальные стадии чемпионатов мира. В 1978 в Аргентине дошли до второго раунда, а в 1982 в Испании не вышли из группы. После мундиаля завершился этот второй период.
После неудачи на Квалификации на чемпионат мира 1986 года сборная сконцентрировалась на молодых перуанских футболистов «Альянсы». 8 декабря 1987 года команда возвращалась из города Пукальпа, с очередного матча первенства страны против клуба «Депортиво Пукальпа». Не долетев всего несколько километров до столичного аэропорта, самолёт разрушился и упал в море. Единственным уцелевшим оказался пилот самолёта. В числе погибших были главный тренер команды Маркос Кальдерон, вратарь Хосе Гонсалес Ганоса и молодая звезда клуба Луис Антонио Эскобар. Сборная провалила квалификации на чемпионаты мира: в 1990 и 1994. Но на Кубке Америки 1997 сборная заняла четвёртое место и на чемпионат мира 1998 не вышла только из-за того, что проиграла Чили по разнице забитых и пропущенных мячей. В 1999 году сборная выиграла Кубок Кирин в Японии. Перу заняло 3-е место на Золотом кубке КОНКАКАФ 2000, в котором участвовали как приглашённые команды-гости.
С начала нового века перуанская сборная сталкивается с трудностями в квалификациях на чемпионат мира. Мануэль Бурга, который в 2002 году был президентом Федерации перуанского футбола, был многими обвинён в неудовлетворительных результатах и нежелании претендовать на участие в финальных стадиях мундиалей в 2002 и 2006. Бурга стал очень популярным среди местного населения. ФИФА временно отстранила сборную от международных матчах в конце 2008 году, ссылаясь на политическое вмешательство. Перу на квалификации на чемпионат мира 2010 занял последнее место. После этого сборная начала подниматься. Уже в июле 2013 года заняло рекордное 19 место в Рейтинге сборных ФИФА, но не сумела квалифицироваться на чемпионат мира 2014 в Бразилии.
В 2018 году перуанцы смогли отобраться на чемпионат мира, но в плей-офф выйти не смогли, потерпев два поражения от Дании и Франции (0:1), но потом победили сборную Австралии (2:0). За Перу забили Андре Каррильо и Паоло Герреро.

## Цвета
Сборная Перу по футболу играет в красных и белых цветах: цвета национального флага. Первый выбранный составленный комплект формы был в 1936 году: белые шорты, белые носки и белые рубашки с отличительной красной полоской, которая идёт диагональю от левого плеча к правому бедру и возвращается на спине с правого бедра до левого плеча. Эта базовая схема на протяжении многих лет изменялась совсем немного. Исполнительный продюсер Национального Общественного Радио Кристофер Терпин в 2010 году похвалил форму и назвал её самой лучшей формой за всю историю чемпионатов мира. В ней он отметил простой, но поразительно эффективный дизайн.
Первый комплект сборной был сделан для Чемпионата Южной Америки 1927 и представлял собой бело-красную полосатую майку, белые шорты и чёрные носки. В сборной были вынуждены сделать альтернативную форму для чемпионата мира 1930, потому что Перу встретился с Парагваем, у которых была похожая форма. Альтернативная версия отличалась тем что майка имела чисто белый цвет, но с красным воротником. На Чемпионате Южной Америки 1935 на форму была добавлена горизонтальная красная полоска. По словам историка Пулгар-Видаля Оталоры, идея диагональной полоски пришла из футбольных школ. Обе команды были в белых майках и, чтобы как-нибудь отличаться, одна из команд надевала красный пояс по диагонали.
Сборная производила свою форму у девятерых производителей. Первым был «Adidas» в 1978 году. Потом были контракты с «Penalty» (1981-82), снова с «Adidas» (1983-85), «Calvo Sportwear» (1987), «Power» (1989-91), «Diadora» (1991-92), местный производитель «Polmer» (1993-95), «Umbro» (1996-97) и перуанская компания «Walon Sport» (1998—2010). С 2010 года «Umbro» вновь стал главным производителем. С августа 2018 года по 2022 год «Marathon Sports» был производителем формы. C 2023 года «Adidas» в очередной раз стал производителем формы.

### Домашняя
| ЧЮА-1927  | ЧМ-1930 | ЧЮА-1935 | ЧМ-1978   | ЧМ-1982 | КА-2007 | 2007—2009 | КА-2011 | 2012 | 2013 | КА-2015 |
| 2015—2017 | КА-2016 | ЧМ-2018  | 2018—2019 | КА-2019 | КА-2021 | 2023      | КА-2024 |      |      |         |

### Гостевая
| ЧМ-1978 | ЧМ-1982 | КА-2007 | КА-2011 | 2012 | 2014—2015 | КА-2015 | ЧМ-2018 | 2018—2019 | КА-2019 | КА-2021 |
| 2023    | КА-2024 |         |         |      |           |         |         |           |         |         |

Источники:,

## Стадион
Традиционным стадионом сборной является «Национальный» в Лиме, который вмещает около 45,000 зрителей. Первоначальный стадион этом месте был построен в 1923 году. Он трижды был реконструирован. Последний раз 24 июля 2011 года.
Первоначальный вариант был деревянный и вмещал в себя 6,000 зрителей. Построен пожертвованиями британцев, в честь столетия со дня независимости от Испании. Вторая реконструкции прошла по поручению президента Перу Мануэля Одрии и стадион был открыт снова в 27 октября 1952 года. Последняя реконструкция включала в себя улучшения игрового поля и освещения стадиона и включения 375 вип-мест.
Сборная иногда проводит свои матчи также и на других стадионах Перу: «Гарсиласо де ла Вега» в Куско, «Монументаль» в Лиме и другие. Последний раз «бело-красные» играли на альтернативном стадионе в 2012 году против Чили на «Эстадио Хорхе Басадре» в Такне.

## Результаты

### Чемпионат мира
Перуанская сборная по приглашению соревновались на первом чемпионате мира в 1930 году, и участвует в каждой квалификации с 1958 года. Кроме первого Перу также играла ещё на четырёх мундиалях: 1970, 1978, 1982 и 2018. Результат сборной на 2014 год — 35 побед, 30 ничьих и 59 поражений. В финальном этапе — 4 победы, 3 ничьи и 8 поражений (19 забитых и 31 пропущенных голов). Первый гол Перу на мундиалях забил Луис де Соуза Феррейра 14 июля 1930 года в ворота Румынии. Теофило Кубильяс является лучшим бомбардиром «бело-красных» в финальных стадиях чемпионатов мира (10 голов в 13 матчах).
| Год   | Раунд                  | М  | В | Н | П  | МЗ | МП |
| ----- | ---------------------- | -- | - | - | -- | -- | -- |
| 1930  | Групповой турнир       | 2  | 0 | 0 | 2  | 1  | 4  |
| 1934  | Снялась                | -  | - | - | -  | -  | -  |
| 1938  | Не участвовала         | -  | - | - | -  | -  | -  |
| 1950  | Снялась                | -  | - | - | -  | -  | -  |
| 1954  | Забрала заявку         | -  | - | - | -  | -  | -  |
| 1958  | Не прошла квалификацию | -  | - | - | -  | -  | -  |
| 1962  | Не прошла квалификацию | -  | - | - | -  | -  | -  |
| 1966  | Не прошла квалификацию | -  | - | - | -  | -  | -  |
| 1970  | 2-й раунд              | 4  | 2 | 0 | 2  | 9  | 9  |
| 1974  | Не прошла квалификацию | -  | - | - | -  | -  | -  |
| 1978  | 2-й раунд              | 6  | 2 | 1 | 3  | 7  | 12 |
| 1982  | 1-й раунд              | 3  | 0 | 2 | 1  | 2  | 6  |
| 1986  | Не прошла квалификацию | -  | - | - | -  | -  | -  |
| 1990  | Не прошла квалификацию | -  | - | - | -  | -  | -  |
| 1994  | Не прошла квалификацию | -  | - | - | -  | -  | -  |
| 1998  | Не прошла квалификацию | -  | - | - | -  | -  | -  |
| 2002  | Не прошла квалификацию | -  | - | - | -  | -  | -  |
| 2006  | Не прошла квалификацию | -  | - | - | -  | -  | -  |
| 2010  | Не прошла квалификацию | -  | - | - | -  | -  | -  |
| 2014  | Не прошла квалификацию | -  | - | - | -  | -  | -  |
| 2018  | 1-й раунд              | 3  | 1 | 0 | 2  | 2  | 2  |
| 2022  | Не прошла квалификацию | -  | - | - | -  | -  | -  |
| Итого | 5/21                   | 17 | 4 | 3 | 10 | 19 | 33 |

### Кубок Америки
Сборная Перу приняла участие в 31 турнире Кубка Америки (с 1927 года) и дважды становился его обладателем (в 1939 и 1975). В Перу турнир проводился шесть раз (в 1927, 1935, 1939, 1953, 1957 и 2004). Результат сборной в турнире — 49 побед, 32 ничьих и 55 поражений. Автором первого гола сборной в турнире является Деметрио Нейра, который забил в ворота Боливии 13 ноября 1927 года. Трижды перуанские футболисты становились лучшими бомбардирами турнира: Теодоро Фернандес (1939), Эдуардо Маласкес (1983) и Паоло Герреро (2011). Последний был также назван игроком турнира.
| 1916—1926 | Не играли | 1949               | Третье            | 1987 | Группа     | 2015 | Третье     |
| 1927      | Третье    | 1953               | Пятое             | 1989 | Группа     | 2016 | 1/4 финала |
| 1929      | Четвёртое | 1955               | Третье            | 1991 | Группа     | 2019 | Второе     |
| 1935      | Третье    | 1956               | Шестое            | 1993 | 1/4 финала | 2021 | Четвёртое  |
| 1937      | Шестое    | 1957               | Четвёртое         | 1995 | Группа     | 2024 | Группа     |
| 1939      | Чемпионы  | 1959 (I) 1959 (II) | Четвёртое Снялись | 1997 | Четвёртое  |      |            |
| 1941      | Четвёртое | 1963               | Пятое             | 1999 | 1/4 финала |      |            |
| 1942      | Пятое     | 1967               | Снялись           | 2001 | 1/4 финала |      |            |
| 1945      | Снялись   | 1975               | Чемпионы          | 2004 | 1/4 финала |      |            |
| 1946      | Снялись   | 1979               | Полуфинал         | 2007 | 1/4 финала |      |            |
| 1947      | Пятое     | 1983               | Полуфинал         | 2011 | Третье     |      |            |

## Титулы и достижения
- Чемпион Южной Америки (2): 1939, 1975
- Серебряный призёр Кубка Америки: 2019
- Бронзовый призёр Кубка Америки (6): 1927, 1935, 1949, 1955, 2011, 2015
- Чемпион Боливарианских игр (6): 1938, 1947/48, 1961, 1973, 1985, 2001 (рекорд)
- Четвертьфиналист чемпионата мира (2): 1970, 1978

## Текущий состав
Игры и голы приведены по состоянию на 17 ноября 2020 года:
|  | Вр  | Педро Гальесе       | 23 февраля 1990 (35 лет)  | 66 | 0  | Орландо Сити              |  |  |
|  | Вр  | Хосе Карвальо       | 22 апреля 1984 (41 год)   | 7  | 0  | Университарио             |  |  |
|  | Вр  | Ренато Солис        | 28 января 1998 (27 лет)   | 0  | 0  | Спортинг Кристал          |  |  |
|  | Защ | Луис Адвинкула      | 2 марта 1990 (35 лет)     | 93 | 1  | Райо Вальекано            |  |  |
|  | Защ | Кристиан Рамос      | 4 ноября 1988 (36 лет)    | 75 | 3  | Универсидад Сесар Вальехо |  |  |
|  | Защ | Мигель Трауко       | 25 августа 1992 (32 года) | 51 | 0  | Сент-Этьен                |  |  |
|  | Защ | Альдо Корсо         | 20 мая 1989 (35 лет)      | 31 | 0  | Университарио             |  |  |
|  | Защ | Луис Абрам          | 27 февраля 1996 (29 лет)  | 24 | 1  | Велес Сарсфилд            |  |  |
|  | Защ | Мигель Араухо       | 24 октября 1994 (30 лет)  | 19 | 0  | Эммен                     |  |  |
|  | Защ | Андерсон Сантамария | 10 января 1992 (33 года)  | 17 | 0  | Атлас                     |  |  |
|  | Защ | Александер Кальенс  | 4 мая 1992 (32 года)      | 13 | 1  | Нью-Йорк Сити             |  |  |
|  | Защ | Маркос Лопес        | 20 ноября 1999 (25 лет)   | 4  | 0  | Сан-Хосе Эртквейкс        |  |  |
|  | Защ | Жан-Пьер Ринер      | 16 марта 1996 (29 лет)    | 0  | 0  | Эммен                     |  |  |
|  |     |                     |                           |    |    |                           |  |  |
|  | ПЗ  | Йосимар Йотун       | 7 апреля 1990 (35 лет)    | 96 | 3  | Крус Асуль                |  |  |
|  | ПЗ  | Кристиан Куэва      | 23 ноября 1991 (33 года)  | 67 | 10 | Аль-Фатех                 |  |  |
|  | ПЗ  | Ренато Тапиа        | 28 июля 1995 (29 лет)     | 56 | 4  | Сельта Виго               |  |  |
|  | ПЗ  | Педро Акино         | 13 апреля 1995 (30 лет)   | 28 | 3  | Америка Мехико            |  |  |
|  | ПЗ  | Кристофер Гонсалес  | 12 октября 1992 (32 года) | 25 | 3  | Спортинг Кристал          |  |  |
|  | ПЗ  | Вильдер Картахена   | 23 сентября 1994 (30 лет) | 6  | 0  | Годой-Крус                |  |  |
|  | ПЗ  | Орасио Калькатерра  | 22 февраля 1989 (36 лет)  | 5  | 0  | Спортинг Кристал          |  |  |
|  |     |                     |                           |    |    |                           |  |  |
|  | Нап | Андре Каррильо      | 14 июня 1991 (33 года)    | 68 | 9  | Аль-Хиляль Эр-Рияд        |  |  |
|  | Нап | Эдисон Флорес       | 15 мая 1994 (30 лет)      | 53 | 13 | Ди Си Юнайтед             |  |  |
|  | Нап | Рауль Руидиас       | 25 июля 1990 (34 года)    | 46 | 4  | Сиэтл Саундерс            |  |  |
|  | Нап | Анди Поло           | 29 сентября 1994 (30 лет) | 34 | 1  | Портленд Тимберс          |  |  |
|  | Нап | Джанлука Лападула   | 7 февраля 1990 (35 лет)   | 2  | 0  | Беневенто                 |  |  |
|  | Нап | Альдаир Родригес    | 6 августа 1994 (30 лет)   | 0  | 0  | Америка де Кали           |  |  |

## Индивидуальные рекордсмены

### По числу матчей
1. Роберто Паласиос (1992—2012) — 128 игр, 19 голов
2. Йосимар Йотун (2011—н. в.) — 112, 5 голов
3. Хосе Паоло Герреро (2004—2021) — 107 игр, 39 голов
4. Эктор Чумпитас (1965—1981) — 105 игр, 3 гола
5. Джефферсон Фарфан (2003—2021) — 102 игры, 27 голов
6. Луис Адвинкула (2010—н. в.) — 102 игры, 2 гола
7. Хорхе Сото (1992—2005) — 101 игра, 9 голов
8. Хуан Хосе Хайо (1994—2008) — 97 игр, 1 гол
9. Нольберто Солано (1994—2009) — 95 игр, 20 голов
10. Рубен Диас (1972—1985) — 89 игр, 2 гола

### По числу голов
1. Хосе Паоло Герреро (2004—2021) — 39 голов, 107 игр
2. Джефферсон Фарфан (2003—2021) — 27 голов, 102 игры
3. Теофило Кубильяс (1968—1982) — 26 голов, 81 игра
4. Теодоро Фернандес (1935—1947) — 24 гола, 32 игры
5. Клаудио Писарро (1999—2016) — 20 голов, 85 игр
6. Нольберто Солано (1994—2009) — 20 голов, 95 игр
7. Роберто Паласиос (1992—2012) — 19 голов, 128 игр
8. Уго Сотиль (1970—1978) — 18 голов, 62 игры
9. Освальдо Рамирес (1969—1982) — 17 голов, 57 игр
10. Франко Наварро (1980—1989) — 16 голов, 56 игр

## Комментарии
1. ↑  Акроним «ФПФ» («FPF») появился от испаноязычного названия организации — Federación Peruana de Futbol.
2. ↑  Во время этих игр в Кальяо, перуанцы, возможно, изобрели бисиклету (удар через себя в падении), известную в Перу как «чалака» (что означает «с Кальяо»)DK Publishing, 2011, p. 100.